# Chapmanslade
 (septembre 2023).
Chapmanslade est une paroisse civile et un village du Wiltshire, en Angleterre.